# Serbie aux Jeux olympiques d'été de 2008
La Serbie participe aux Jeux olympiques d'été de 2008 à Pékin.

## Liste des médaillés serbes

### Médailles d'or
| Sport              | Discipline | Sportifs | Performance |
| ------------------ | ---------- | -------- | ----------- |
| Médailles d'or : 0 |            |          |             |

### Médailles d'argent
| Sport                  | Discipline         | Sportifs      | Performance |
| ---------------------- | ------------------ | ------------- | ----------- |
| Médailles d'argent : 1 |                    |               |             |
| Natation               | 100 m papillon (H) | Milorad Čavić | 50 s 59     |

### Médailles de bronze
| Sport                   | Discipline     | Sportifs | Performance                                     |
| ----------------------- | -------------- | --- | ----------------------------------------------- |
| Médailles de bronze : 2 |                | |                                                 |
| Tennis                  | Simple (H)     | Novak Djokovic | Serbie 6 - 3 États-Unis Serbie 7 - 6 États-Unis |
| Water polo              | Water polo (H) | Denis Šefik Andrija Prlainović Živko Gocić Vanja Udovičić Dejan Savić Nikola Rađen Duško Pijetlović Filip Filipović Aleksandar Ćirić Aleksandar Šapić Vladimir Vujasinović Branko Peković Slobodan Soro | Serbie 6 - 4 Monténégro                         |

## Athlètes serbes par sports[1]

### Athlétisme
| Hommes - 1 500 m : - Goran Nava - Lancer de poids : - Asmir Kolasinac - Saut en hauteur : - Dragutin Topic - 20 km marche : - Predraq Filipovic - 50 km marche : - Nenad Filipovic | Femmes - Lancer de disque : - Dragana Tomasevic - Lancer de javelot : - Tatjana Jelača - Saut en longueur : - Ivana Spanovic - Triple saut : - Biljana Topic - Marathon : - Olivera Jevtic |

#### Hommes
| Epreuve         | Athlète           | Séries     | Séries | Quarts de finale | Quarts de finale | Demi-finales | Demi-finales | Finale       | Finale |
| Epreuve         | Athlète           | Résultat   | Rang   | Résultat         | Rang             | Résultat     | Rang         | Résultat     | Rang   |
| --------------- | ----------------- | ---------- | ------ | ---------------- | ---------------- | ------------ | ------------ | ------------ | ------ |
| 1 500 mètres    | Goran Nava        | 3min 42.92 | 6e     | -                | -                | -            | -            | -            | -      |
| 20 km marche    | Predrag Filipovic | NC         | NC     | NC               | NC               | NC           | NC           | 1h 28 min 15 | 41e    |
| 50 km marche    | Nenad Filipovic   | NC         | NC     | NC               | NC               | NC           | NC           | 4h 02 min 16 | 30e    |
| Saut en hauteur | Dragutin Topić    | 2,25m      | 11e    | -                | -                | -            | -            | -            | -      |
| Lancer du poids | Asmir Kolašinac   | 19,01m     | 16e    | -                | -                | -            | -            | -            | -      |

#### Femmes
| Épreuve           | Athlète           | Séries   | Séries | Quarts de finale | Quarts de finale | Demi-finales | Demi-finales | Finale   | Finale |
| Épreuve           | Athlète           | Résultat | Rang   | Résultat         | Rang             | Résultat     | Rang         | Résultat | Rang   |
| ----------------- | ----------------- | -------- | ------ | ---------------- | ---------------- | ------------ | ------------ | -------- | ------ |
| Marathon          | Olivera Jevtić    | NC       | NC     | NC               | NC               | NC           | NC           | DNF      | /      |
| Saut en longueur  | Ivana Spanovic    | 6,30m    | 16e    | -                | -                | -            | -            | -        | -      |
| Triple saut       | Biljana Topić     | 14,14m   | 6e     | -                | -                | -            | -            | -        | -      |
| Lancer du disque  | Dragana Tomašević | 60,19m   | 6e     | -                | -                | -            | -            | -        | -      |
| Lancer du javelot | Tatjana Jelača    | NM       | /      | -                | -                | -            | -            | -        | -      |

### Aviron
| Hommes - 2 de pointe : - Goran Jagar et Nikola Stojić | Femmes - 1 de couple : - Iva Obradovic |

| Athlète(s)    | Compétition       | Série         | Série | Quart de finale | Quart de finale | Demi-finale   | Demi-finale | Finale                 | Finale |
| Athlète(s)    | Compétition       | Temps         | Rang  | Temps           | Rang            | Temps         | Rang        | Temps                  | Rang   |
| ------------- | ----------------- | ------------- | ----- | --------------- | --------------- | ------------- | ----------- | ---------------------- | ------ |
| Goran Jagar   | Deux sans barreur | 6 min 46 s 71 | 2e    | NC              | NC              | 6 min 38 s 96 | 4e          | Finale B 6 min 49 s 12 | 1er    |
| Nikola Stojić | Deux sans barreur | 6 min 46 s 71 | 2e    | NC              | NC              | 6 min 38 s 96 | 4e          | Finale B 6 min 49 s 12 | 1er    |

### Cyclisme

#### Route
Hommes
- Course sur route :
  - Nebojša Jovanović
  - Ivan Stević

| Athlète           | Compétition     | Temps         | Rang |
| ----------------- | --------------- | ------------- | ---- |
| Ivan Stević       | Course en ligne | 6 h 35 min 44 | 66e  |
| Nebojša Jovanović | Course en ligne | 6 h 49 min 59 | 83e  |

### Football
Hommes
- Vladimir Bogdanovic
- Željko Brkić
- Ljubomir Fejsa
- Nikola Gulan
- Marko Jovanovic
- Gojko Kačar
- Andrija Kaludjerović
- Aleksandar Kolarov
- Miljan Mrdakovic
- Predrag Pavlović
- Slobodan Rajkovic
- Đorđe Rakić
- Milan Smiljanic
- Sasa Stamenkovic
- Vladimir Stojkovic
- Dušan Tadić
- Nenad Tomović
- Dusko Tosic
- Zoran Tošić
- Milan Vilotić
- Aleksandar Zivkovic

### Lutte

#### Gréco-romaine
Hommes
- 55 kg :
  - Kristijan Fris
- 60 kg :
  - Davor Stefanek

### Natation
| Nom           | Épreuve        | Résultat                                |
| ------------- | -------------- | --------------------------------------- |
| Milorad Čavić | 100 m papillon | Médaillé d'argent · (50 s 59 en finale) |

| Nom        | Épreuve      | Résultat          |
| ---------- | ------------ | ----------------- |
| Nadja Higl | 100 m brasse | éliminée en série |
| Nadja Higl | 200 m brasse | éliminée en série |

### Tennis
| Hommes - Simple : - Novak Djokovic - Janko Tipsarević - Double : - Novak Djokovic et Nenad Zimonjić | Femmes - Simple : - Jelena Janković |

### Tennis de table
Hommes
- Simple :
  - Aleksandar Karakasevic

### Tir
| Hommes - 10 m rifle à air : - Nemanja Miroslavljev - Stevan Pletikosic - 50 m rifle couché : - Nemanja Miroslavljev - Stevan Pletikosic - 50 m rifle 3 positions : - Nemanja Miroslavljev - Stevan Pletikosic - 50 m pistolet : - Damir Mikec - 10 m pistolet à air : - Damir Mikec | Femmes - 10 m rifle à air : - Lidija Mihajlovic - 50 m rifle 3 positions : - Lidija Mihajlovic - 10 m pistolet à air : - Jasna Sekaric - 25 m pistolet : - Jasna Sekaric |

### Volley-ball
L'équipe masculine s'est qualifiée en terminant première du Tournoi de qualification olympique zone Europe.
L'équipe féminine s'est qualifiée lors du Tournoi mondial 2008 de qualification olympique de volley-ball féminin qui s'est déroulé en mai 2008 au Japon.
| Hommes - Novica Bjelica - Dejan Bojović - Andrija Gerić - Nikola Grbić - Bojan Janić - Nikola Kovačević - Ivan Miljković - Miloš Nikić - Vlado Petković - Marko Podraščanin - Marko Samardžić, libéro - Saša Starović | Femmes - Jovana Brakočević - Suzana Ćebić, libéro - Vesna Čitaković - Ivana Đerisilo - Nataša Krsmanović - Sanja Malagurski - Brižitka Molnar - Jelena Nikolić - Jovana Vesović - Maja Ognjenović - Maja Simanić - Stefana Veljković |

### Water polo
Hommes
- Aleksandar Ciric, passeur
- Filip Filipović, passeur
- Zivko Gocic
- Branko Pekovic, avant de pointe
- Dusko Pijetlovic, avant de pointe
- Andrija Prlainovic, passeur
- Nikola Radjen, centre en retrait
- Aleksandar Sapic, passeur
- Dejan Savic, centre en retrait
- Denis Sefik, gardien de but
- Slobodan Soro, gardien de but
- Vanja Udovicic, centre en retrait
- Vladimir Vujasinovic, centre en retrait